# Suka Damai (Lembah Seulawah)
Suka Damai is een bestuurslaag in het regentschap Aceh Besar van de provincie Atjeh, Indonesië. Suka Damai telt 2469 inwoners (volkstelling 2010).